# Purcells Traum von König Artus
Purcells Traum von König Artus ist ein Theaterstück von Tankred Dorst frei nach Purcells Halboper „King Arthur“ (1691). Das Stück wurde am 23. Oktober 2004 unter der Regie von David Mouchtar-Samorai im Hessischen Staatstheater Wiesbaden uraufgeführt.

## Henry Purcell versus Tankred Dorst
In Purcells fünf Akte umfassender Semi-Oper liebt der britische König Artus die junge und blinde kornische Prinzessin Emmeline. Zudem bekämpft er seinen Nebenbuhler, den Sachsenkönig Oswald von Kent. In Tankred Dorsts Bearbeitung wird die schwerbehinderte Prinzessin als reiche Investorin inszeniert. Der Operngeist König Artus kämpft nicht gegen die Sachsen, sondern gegen die Gruppe der Investoren. Einer dieser Kapitalanleger – der junge Geschäftsmann Franky Frank – gewinnt die Liebe der Blinden. Insgesamt verlegt Dorst das historisch angelegte Stück über die Konfrontation zwischen König Artus und Oswald von Kent in die Gegenwart des 21. Jahrhunderts und überträgt ihren Konflikt auf die kapitalistisch geprägte Gesellschaft der Gegenwart. Dabei spielt er mit den Kontrasten zwischen diesen Realitäten. Er greift in seiner Bearbeitung auch musikalisch auf Purcells Werk zurück.
Tankred Dorst wendet sich nach dem 1981 am Schauspielhaus Düsseldorf uraufgeführten Theaterstück Merlin oder Das wüste Land sowie dem im November 1987 am Thalia Theater Hamburg uraufgeführten Stücks Parzival wiederholt der Artusepik zu. Letzteres wird 2011 im Suhrkamp-Verlag als Der durch das Tal geht. Parzival-Projekt in einer Neufassung herausgegeben. 2005 ergänzt er das Hörspiel Parzivals Weg als weitere Station seiner Beschäftigung mit dieser Thematik.

## Inhalt
Die Investoren betreten die Ruine des Opernhauses. Die junge Investorin Emmeline lässt sich vom Gesang des schönen Knaben Purcell, der von Tankred Dorst als Orpheus Britannicus bezeichnet wird, betören. Fasziniert fällt die Blinde fast in den Orchestergraben. Von dem zauberischen Gesang werden die schlafenden Operngeister König Artus, der Magier Merlin, fünf Hirten, der Zauberlehrling Filidel – ein Luftgeist – und zwei Nymphen wach. König Artus erhebt sich mit Krone und Schwert aus einem Müllberg. In den Investoren erkennt der Herrscher Sir Bedivere, Sir Agravaine und Sir Gawain. Die nur mit Mobiltelefon, Laptop und Terminkalender bewaffneten Herrschaften sind erstaunt. Einer der Investoren hat die Idee, auf dem Opernplatz ein Einkaufszentrum zu errichten.
Emmeline ist in Artus verliebt und möchte den König sehen. Auf Befehl des Herrschers schenkt Merlin dem Mädchen das Augenlicht. Die nun wieder sehende Emmeline erkennt ihren Geliebten nicht. Enttäuscht gesteht sie sich ihren schönen Wahn ein.
Für die Operngeister ist auf einer künftigen Baustelle kein Platz. Also ziehen die Investoren gegen die Operngeister zu Felde. Die Wachmänner der Investoren unterliegen der Zauberkraft des Lehrlings Filidel. Allerdings hat Artus seine Emmeline im Getümmel des Scharmützels verloren. Auf einmal ist der Zauber vorbei. Emmeline, wieder erblindet, nimmt Franky Franks Arm. Die Abrissbirne macht Purcells Gesang ein jähes Ende und die Operngeister lösen sich in Luft auf.

## Form
Tankred Dorst gestaltet sein „Capriccio“ oder auch (dem Verlag folgend) „Nachtstück“ aus 21 Szenen mehrsprachig. Die Operngeister König Artus, Purcell, Merlin und der Zauberlehrling Filidel sowie die fünf Shepherds in seinem Gefolge und die zwei Nymphen singen über weite Strecken umfangreiche Passagen auf Englisch. Der Interessierte kann jeden Vers wortwörtlich in John Drydens Libretto zu Purcells' Halboper nachschlagen.

## Inszenierungen
- 27. Juli 2012: Theaterruine St. Pauli Dresden. Regie: Jörg Berger. Mit Yvonne Dominik als Purcell,  Frank Weiland als König Artus, Ingrid Schütze als Emmeline, Karl Michael Weber als Merlin, Katja Röder/Tobias Schmidt als Zauberlehrling Filidel und Jens Döring als Franky Frank.[8]

## Rezeption
- 25. Oktober 2004: Cornelie Ueding im Deutschlandfunk bei dradio.de: „Purcells Traum von König Artus“ Uraufführung von Tankred Dorst in Wiesbaden
- 3. August 2012: Peter Bäumler: Wir sollten uns den morbiden Reiz dieses Ortes nicht entgehen lassen!

## Hörspiel
- 2004, NDR. Regie: Beate Andres. Mit Tim Severloh als Sängerknabe Purcell, Jan Buchwald als König Artus, Susanne Wolff als Emmeline, Vadim Glowna als Zauberer Merlin und Stefan Merki als Franky Frank.[9]

## Textausgaben
- Tankred Dorst, Mitarbeit Ursula Ehler: Purcells Traum von König Artus. Ein Nachtstück. Mit einem Nachwort von Norbert Abels. Suhrkamp/Insel, Frankfurt am Main 2004, (Insel taschenbuch. 3063.), ISBN 978-3-458-34763-7.
- Purcells Traum von König Artus. Ein Nachtstück S. 57–108 in Tankred Dorst. Prosperos Insel und andere Stücke. Mitarbeit Ursula Ehler. Werkausgabe 8.  Suhrkamp Verlag, Frankfurt am Main 2008, ISBN 978-3-518-42039-3,  (Verwendete Ausgabe).